# 近藤真彦 1985
『近藤真彦 1985』（こんどうまさひこ1985）は、近藤真彦の3作目のライブ・ビデオ。

## 概要
1985年1月13日に東京・NHKホールで行われたコンサートを収録。2021年4月時点で未DVD化。

## 収録曲
1. 天気の休息
2. 爆走レイル・ロード
3. 一番野郎
4. ヨイショッ!
5. Hey Girl
6. KOでOK
7. もう一度キャロル
8. ストリートレーサー
9. アンフィシアターの夜 ／ベイビー・キャロル／つ・き・あ・い・た・い
10. ヘイ・キャロル
11. シー・バップ
12. せつなくてヘッドライト
13. 迷える狼（ストレイ・ウルフ）
14. ためいきロ・カ・ビ・リー
15. 永遠の秘密さ
16. ケジメなさい
17. 黄昏サンセット
18. ギンギラギンにさりげなく
19. MOMOKO